# ای‌اف‌سی کاپ ۲۰۱۹
ای‌اف‌سی کاپ ۲۰۱۹ شانزدهمین دورهٔ مسابقات ای‌اف‌سی کاپ و دومین تورنومنت معتبر فوتبال آسیا بعد از مسابقات لیگ قهرمانان آسیا که توسط کنفدراسیون فوتبال آسیا برگزار شد.
تیم العهد نماینده لبنان برای اولین بار قهرمان این دوره از رقابت‌ها شد.

## نحوه محاسبه سهمیه کشور ها (تخصیص تیم فدراسیون)
۴۶ فدراسیون زیر نظر AFC هستند (به استثنای اعضای وابسته جزایر ماریانای شمالی) که سهمیه بندی آنها در اینجا، بر اساس عملکرد باشگاه‌ها و تیم ملی آن فدراسیون در مسابقات AFC در چهار سال گذشته انجام می‌شود و همچنین با توجه به رتبه‌بندی (و شاید قوانین) ای‌اف‌سی در سال ۲۰۱۷، را برای فدراسیون‌ها جهت حضور در ای اف سی کاپ در سال‌های ۲۰۱۹ و ۲۰۲۰ با شرایط زیر تعیین کردند:
- فدراسیون ها به پنج منطقه تقسیم میشوند:
  - منطقه غرب آسیا تشکیل شده از فدراسیون فوتبال غرب آسیا (WAFF)
  - منطقه مرکز آسیا تشکیل شده از انجمن فوتبال مرکز آسیا (CAFA)
  - منطقه جنوب آسیا تشکیل شده از فدراسیون فوتبال جنوب آسیا (SAFF)
  - منطقه آسه آن تشکیل شده از فدراسیون فوتبال آسه آن (AFF)
  - منطقه شرق آسیا تشکیل شده از فدراسیون فوتبال شرق آسیا (EAFF)
- همه انجمن‌هایی که در لیگ قهرمانان آسیا ۲۰۱۹ حضور مستقیم ندارند (یعنی در مرحله پلی آف هستند) یا اصلاً حضور ندارند می‌توانند در ای اف سی کاپ ۲۰۱۹ شرکت کنند.
- نکته:برخی از تیم هایی که در این مسابقات حضور دارند،در پلی آف لیگ قهرمانان آسیا ۲۰۱۹ نیز حضور دارند.اگر این تیم ها به مرحله گروهی لیگ قهرمانان آسیا ۲۰۱۹ صعود کنند،نمی‌توانند در این مسابقات شرکت کنند و تیم دیگری از همان کشور جایگزین آن تیم میشود.اما اگر آن تیم نتواند از پلی اف لیگ قهرمانان آسیا 2019 به مرحله گروهی لیگ قهرمانان آسیا 2019 برسد،آن موقع میتواند در همین ای‌اف‌سی کاپ ۲۰۱۹ بازی کند.

| حضور برای ای اف سی کاپ ۲۰۱۹    | حضور برای ای اف سی کاپ ۲۰۱۹ |
| ------------------------------ | --------------------------- |
| حضور داشتن تیم‌های آن فدراسیون  |                             |
| حضور نداشتن تیم‌های آن فدراسیون |                             |

### منطقه غرب آسیا
| رتبه در  | رتبه در  | اعضاء فدراسیون | امتیاز   | سهمیه‌ها     | سهمیه‌ها | سهمیه‌ها |
| رتبه در  | رتبه در  | اعضاء فدراسیون | امتیاز   | مرحله گروهی | پلی-آف  | پلی-آف  |
| منطقه    | کل       | اعضاء فدراسیون | امتیاز   | مرحله گروهی | اصلی    | مقدماتی |
| -------- | -------- | -------------- | -------- | ----------- | ------- | ------- |
| ۱        | 16       | سوریه          | ۲۸٫۹۸۳   | ۲           | ۰       | ۰       |
| ۲        | 18       | اردن           | ۲۵٫۶۴۹   | ۲           | ۰       | ۰       |
| ۳        | 19       | کویت           | ۲۴٫۷۹۸   | ۲           | ۰       | ۰       |
| ۴        | 20       | بحرین          | ۲۴٫۳۳۷   | ۲           | ۰       | ۰       |
| ۵        | 22       | لبنان          | ۲۱٫۳۶۷   | ۲           | ۰       | ۰       |
| ۶        | 27       | عمان           | ۱۳٫۹۲۱   | ۱           | ۱       | ۰       |
| ۷        | 29       | فلسطین         | ۱۰٫۵۵۲   | ۰           | ۱       | ۰       |
| --       | 34       | یمن [ی. یمن]   | ۳٫۳۵۸    | ۰           | ۰       | ۰       |
| در مجموع | در مجموع | در مجموع       | در مجموع | ۱۱          | ۲       | ۰       |
| در مجموع | در مجموع | در مجموع       | در مجموع | ۱۱          | ۲       |         |
| در مجموع | در مجموع | در مجموع       | در مجموع | ۱۳ تیم      |         |         |

### منطقه آسه آن
| رتبه در  | رتبه در  | اعضای فدراسیون        | امتیاز   | سهمیه‌ها     | سهمیه‌ها | سهمیه‌ها |
| منطقه    | کل       | اعضای فدراسیون        | امتیاز   | مرحله گروهی | پلی-آف  | پلی-آف  |
| منطقه    | کل       | اعضای فدراسیون        | امتیاز   | مرحله گروهی | اصلی    | مقدماتی |
| -------- | -------- | --------------------- | -------- | ----------- | ------- | ------- |
| ۱        | ۱۷       | ویتنام                | ۲۷٫۴۲۶   | ۲           | ۰       | ۰       |
| ۲        | ۲۱       | فیلیپین               | ۲۱٫۴۰۵   | ۲           | ۰       | ۰       |
| ۳        | ۲۳       | سنگاپور               | ۱۷٫۰۸۴   | ۲           | ۰       | ۰       |
| ۴        | ۲۴       | اندونزی               | ۱۶٫۸۷۱   | ۲           | ۰       | ۰       |
| ۵        | ۲۵       | میانمار               | ۱۴٫۷۵۳   | ۲           | ۰       | ۰       |
| ۶        | ۳۲       | لائوس [ی. لائوس]      | ۳٫۴۳۹    | ۱           | ۰       | ۰       |
| ۷        | ۳۵       | کامبوج                | ۳٫۳۱۲    | ۱           | ۰       | ۰       |
| --       | ۴۱       | برونئی [ی. برونئی]    | ۰٫۵۶۴    | ۰           | ۰       | ۰       |
| --       | ۴۳       | تیمور شرقی [ی. تیمور] | ۰٫۴۰۱    | ۰           | ۰       | ۰       |
| در مجموع | در مجموع | در مجموع              | در مجموع | ۱۲          | ۰       |         |
| در مجموع | در مجموع | در مجموع              | در مجموع | ۱۲          |         |         |
| در مجموع | در مجموع | در مجموع              | در مجموع | ۱۲ تیم      |         |         |

### منطقه مرکز آسیا
| رتبه در | رتبه در | اعضای فدراسیون           | امتیاز | سهمیه‌ها     | سهمیه‌ها | سهمیه‌ها |
| منطقه   | کل      | اعضای فدراسیون           | امتیاز | مرحله گروهی | پلی-آف  | پلی-آف  |
| منطقه   | کل      | اعضای فدراسیون           | امتیاز | مرحله گروهی | اصلی    | مقدماتی |
| ------- | ------- | ------------------------ | ------ | ----------- | ------- | ------- |
| ۱       | ۱۲      | تاجیکستان                | ۳۰٫۷۲۵ | ۱           | ۱       |         |
| ۲       | ۲۶      | ترکمنستان                | ۱۴٫۱۶۳ | ۱           |         | ۱       |
| ۳       | ۳۱      | قرقیزستان                | ۵٫۶۸۰  | ۱           |         | ۱       |
| --      | ۳۷      | افغانستان [ی. افغانستان] | ۲٫۴۵۴  | ۰           | ۰       | ۰       |
| مجموع   | مجموع   | مجموع                    | مجموع  | ۳           | ۱       | ۲       |
| مجموع   | مجموع   | مجموع                    | مجموع  | ۳           | ۳       |         |
| مجموع   | مجموع   | مجموع                    | مجموع  | ۶ تیم       |         |         |

### منطقه شرق آسیا
| رتبه در | رتبه در | اعضای فدراسیون                 | امتیاز | سهمیه‌ها     | سهمیه‌ها | سهمیه‌ها |
| منطقه   | کل      | اعضای فدراسیون                 | امتیاز | مرحله گروهی | پلی آف  | پلی آف  |
| منطقه   | کل      | اعضای فدراسیون                 | امتیاز | مرحله گروهی | اصلی    | مقدماتی |
| ------- | ------- | ------------------------------ | ------ | ----------- | ------- | ------- |
| ۱       | ۱۴      | هنگ کنگ                        | ۲۹٫۳۰۰ | ۱           | ۱       |         |
| ۲       | ۳۰      | کره شمالی                      | ۷٫۷۹۷  | ۱           |         | ۱       |
| ۳       | ۳۶      | چین تایپه (تایوان) [ی. تایوان] | ۲٫۷۶۹  | ۱           |         |         |
| --      | ۴۰      | ماکائو [ی. ماکائو]             | ۰٫۸۱۵  |             |         |         |
| --      | ۴۲      | گوآم [ی. گوآم]                 | ۰٫۵۳۹  |             |         |         |
| ۴       | ۴۵      | مغولستان                       | ۰٫۲۱۳  |             |         | ۱       |
| مجموع   | مجموع   | مجموع                          | مجموع  | ۳           | ۱       | ۲       |
| مجموع   | مجموع   | مجموع                          | مجموع  | ۳           | ۳       |         |
| مجموع   | مجموع   | مجموع                          | مجموع  | ۶ تیم       |         |         |

### منطقه جنوب آسیا
| رتبه در | رتبه در | فدراسیون‌ها           | امتیاز | سهمیه‌ها     | سهمیه‌ها | سهمیه‌ها |
| منطقه   | کل      | فدراسیون‌ها           | امتیاز | مرحله گروهی | پلی-آف  | پلی-آف  |
| منطقه   | کل      | فدراسیون‌ها           | امتیاز | مرحله گروهی | اصلی    | مقدماتی |
| ------- | ------- | -------------------- | ------ | ----------- | ------- | ------- |
| ۱       | ۱۵      | هند                  | ۲۹٫۲۹۱ | ۱           | ۱       | ۰       |
| --      | ۲۸      | مالدیو [ی. مالدیو]   | ۱۱٫۹۷۰ |             |         |         |
| ۲       | ۳۳      | بنگلادش [ی. بنگلادش] | ۳٫۳۶۵  | ۱           | ۰       | ۰       |
| ۳       | ۳۸      | نپال                 | ۱٫۲۲۸  | ۱           | ۰       | ۰       |
| ۴       | ۳۹      | بوتان                | ۰٫۸۵۷  | ۰           | ۰       | ۱       |
| ۵       | ۴۴      | سری لانکا            | ۰٫۳۲۵  | ۰           | ۰       | ۱       |
| --      | ۴۶      | پاکستان [ی. پاکستان] | ۰٫۱۸۸  | ۰           | ۰       | ۰       |
| مجموع   | مجموع   | مجموع                | مجموع  | ۳           | ۱       | ۲       |
| مجموع   | مجموع   | مجموع                | مجموع  | ۳           | ۳       |         |
| مجموع   | مجموع   | مجموع                | مجموع  | ۶ تیم       |         |         |

## برنامه‌های مسابقات
برنامه مسابقات به شرح زیر است:
| مرحله                | دور                              | تاریخ قرعه کشی                     | بازی رفت | بازی برگشت |
| -------------------- | -------------------------------- | ---------------------------------- | -------- | ---------- |
| مرحله مقدماتی پلی-آف | دور مقدماتی                      | بدون قرعه کشی                      |          |            |
| مرحله پلی-آف         | دور پلی آف                       | بدون قرعه کشی                      |          |            |
| مرحله گروهی          | هفته اوّل                         | 1 آذر 1397                         |          |            |
| مرحله گروهی          | هفته دوم                         | 1 آذر 1397                         |          |            |
| مرحله گروهی          | هفته سوم                         | 1 آذر 1397                         |          |            |
| مرحله گروهی          | هفته چهارم                       | 1 آذر 1397                         |          |            |
| مرحله گروهی          | هفته پنجم                        | 1 آذر 1397                         |          |            |
| مرحله گروهی          | هفته ششم                         | 1 آذر 1397                         |          |            |
| مرحله حذفی           | نیمه نهایی منطقه غرب و آسه آن    | 1 آذر 1397                         |          |            |
| مرحله حذفی           | فینال منطقه غرب و آسه آن         | در خرداد، تیر، مرداد مشخص خواهد شد |          |            |
| مرحله حذفی           | نیمه نهایی (پلی-آف) بین منطقه ای | در خرداد، تیر، مرداد مشخص خواهد شد |          |            |
| مرحله حذفی           | فینال (پلی-آف) بین منطقه ای      | در خرداد، تیر، مرداد مشخص خواهد شد |          |            |
| مرحله حذفی           | فینال                            | در خرداد، تیر، مرداد مشخص خواهد شد |          |            |

## مرحله پلی-آف
مقاله اصلی:مراحل پلی آف ای اف سی کاپ ۲۰۱۹
یادداشت:بعضی تیم‌ها به دلیل اینکه در ویکی‌پدیای فارسی صفحه ای ندارند، به ویکی انگلیسی متصل هستند
در مرحله پلی آف، هر تیم به صورت رفت و برگشت بازی می‌کند. مجموع گل‌های هر دو تیم در بازی رفت و برگشت در حر مرحله به صورت جداگانه حساب می‌شود. از این دو تیم، تیمی که بیشتر گل زده باشد به مرحله بعد صعود می‌کند. اگر گل‌های دو تیم با هم برابر بود، در همان بازی برگشت قانون گل زده در خانه حریف (برای رفت و برگشت‌ها)، وقت اضافی، و در آخر ضربات پنالتی به تصمیم‌گیری برنده استفاده می‌شود. از این مرحله ۴ تیم به مرحله گروهی صعود می‌کند.

### مرحله مقدّماتی پلی-آف
| تیم ۱      | نتیجه‌نهایی | تیم ۲             | بازی رفت   | بازی برگشت |
| منطقه مرکز | منطقه مرکز | منطقه مرکز        | منطقه مرکز | منطقه مرکز |
| ---------- | ---------- | ----------------- | ---------- | ---------- |
| آلای       | 1 - 3      | اهال              | 1 - 2      | 0 - 1      |
| منطقه جنوب |            |                   |            |            |
| کولمبو     | 9 - 2      | ترانسپورت یونایتد | 7 - 1      | 2 - 1      |
| منطقه شرق  |            |                   |            |            |
| ارچیم      | 0 - 6      | رییومگیانگ        | 0 - 3      | 0 - 3      |

### مرحله پلی-آف
| تیم ۱      | نتیجه نهایی   | تیم ۲     | بازی رفت  | بازی برگشت |
| منطقه غرب  | منطقه غرب     | منطقه غرب | منطقه غرب | منطقه غرب  |
| ---------- | ------------- | --------- | --------- | ---------- |
| هلال القدس | 3 - 1         | النصر     | 2 - 1     | 1 - 0      |
| منطقه مرکز |               |           |           |            |
| اهال       | 1 - 1 (گ. ز)  | خجند      | 1 - 1     | 0 - 0      |
| منطقه جنوب |               |           |           |            |
| کولمبو     | 0 - 1         | چنایین    | 0 - 0     | 0 - 1      |
| منطقه شرق  |               |           |           |            |
| رییومگیانگ | 0 - 0 پ (3-5) | تای پو    | 0 - 0     | 0 - 0 و. ا |

## مرحله گروهی[۴]

### منطقه غرب

#### گروه A
| شماره تیم | تیم        | بازی | برد | تساوی | باخت | گل زده | گل خورده | تفاضل گل | امتیاز | نحوه صعود                                                  |
| --------- | ---------- | ---- | --- | ----- | ---- | ------ | -------- | -------- | ------ | ---------------------------------------------------------- |
| ۳         | الوحدات    | ۶    | ۴   | ۱     | ۱    | ۱۲     | ۴        | ۸ +      | ۱۳     | صعود به نیمه نهایی منطقه غرب                               |
| ۱         | الجیش      | ۶    | ۲   | ۴     | ۰    | ۶      | ۴        | ۲ +      | ۱۰     | صعود به نیمه نهایی منطقه غرب اگر بهترین تیم دوم منطقه باشد |
| ۴         | هلال القدس | ۶    | ۲   | ۲     | ۲    | ۷      | ۱۱       | ۴ -      | ۸      |                                                            |
| ۲         | النجمه     | ۶    | ۰   | ۱     | ۵    | ۴      | ۱۰       | ۶ -      | ۱      |                                                            |

|            | الجیش | النجمه | الوحدات | الهلال قدس |
| الجیش      | --    |        |         | ۱–۱        |
| النجمه     | ۰–۱   | --     |         |            |
| الوحدات    |       | ۱–۰    | --      |            |
| الهلال قدس |       |        | ۲–۶     | --         |

#### گروه B
| شماره تیم | تیم     | بازی | برد | تساوی | باخت | گل زده | گل خورده | تفاضل گل | امتیاز | نحوه صعود                                                  |
| --------- | ------- | ---- | --- | ----- | ---- | ------ | -------- | -------- | ------ | ---------------------------------------------------------- |
| ۱         | الجزیره | ۶    | ۵   | ۱     | ۰    | ۱۳     | ۲        | ۱۱ +     | ۱۶     | صعود به نیمه نهایی منطقه غرب                               |
| ۲         | الکویت  | ۶    | ۳   | ۱     | ۲    | ۶      | ۴        | ۲ +      | ۱۰     | صعود به نیمه نهایی منطقه غرب اگر بهترین تیم دوم منطقه باشد |
| ۳         | النجمه  | ۶    | ۲   | ۱     | ۳    | ۶      | ۹        | ۳ -      | ۷      |                                                            |
| ۴         | الاتحاد | ۶    | ۰   | ۱     | ۵    | ۲      | ۱۲       | ۱۰ -     | ۱      |                                                            |

|         | النجمه | الاتحاد | الکویت | الجزیره |
| النجمه  | --     |         |        |         |
| الاتحاد |        | --      |        |         |
| الکویت  |        |         | --     |         |
| الجزیره |        |         |        | --      |

#### گروه C
| شماره تیم | تیم      | بازی | برد | تساوی | باخت | گل زده | گل خورده | تفاضل گل | امتیاز | نحوه صعود                                                  |
| --------- | -------- | ---- | --- | ----- | ---- | ------ | -------- | -------- | ------ | ---------------------------------------------------------- |
| ۱         | العهد    | ۶    | ۴   | ۲     | ۰    | ۸      | ۰        | ۵        | ۱۴     | صعود به نیمه نهایی منطقه غرب                               |
| ۲         | مالکیه   | ۶    | ۲   | ۲     | ۲    | ۸      | ۸        |          | ۸      | صعود به نیمه نهایی منطقه غرب اگر بهترین تیم دوم منطقه باشد |
| ۴         | القادسیه | ۶    | ۲   | ۱     | ۳    | ۶      | ۶        | ۰        | ۷      |                                                            |
| ۳         | السویق   | ۶    | ۱   | ۱     | ۴    | ۷      | ۱۲       | ۵-       | ۴      |                                                            |

|          | الحد | مالکیه | السویق | القادسیه |
| الحد     | --   |        |        |          |
| المالکیه |      | --     |        |          |
| السویق   |      |        | --     |          |
| القادسیه |      |        |        | --       |

### منطقه مرکز

#### گروه D
| شماره تیم | تیم                 | بازی | برد | تساوی | باخت | گل زده | گل خورده | تفاضل گل | امتیاز | نحوه صعود                                |
| --------- | ------------------- | ---- | --- | ----- | ---- | ------ | -------- | -------- | ------ | ---------------------------------------- |
| ۲         | آلتین عصر           | ۶    | ۲   | ۴     | ۰    | ۷      | ۴        | ۳+       | ۱۰     | صعود به (پلی آف) نیمه نهایی بین منطقه ای |
| ۱         | ایستیکلول تاجیکستان | ۶    | ۲   | ۲     | ۲    | ۱۲     | ۸        | ۴+       | ۸      |                                          |
| ۳         | دوردوی              | ۶    | ۲   | ۱     | ۳    | ۹      | ۱۲       | ۳-       | ۷      |                                          |
| ۴         | خجند                | ۶    | ۲   | ۱     | ۳    | ۶      | ۱۰       | ۴-       | ۷      |                                          |

|           | استقلال | آلتین عصر | دور دوی | خجند |
| استقلال   | --      |           |         |      |
| آلتین عصر |         | --        |         |      |
| دوردوی    |         |           | --      |      |
| خجند      |         |           |         | --   |

### منطقه جنوب

#### گروه E
| شماره تیم | تیم               | بازی | برد | تساوی | باخت | گل زده | گل خورده | تفاضل گل | امتیاز | نحوه صعود                                |
| --------- | ----------------- | ---- | --- | ----- | ---- | ------ | -------- | -------- | ------ | ---------------------------------------- |
|           | داکا آباهانی      | ۶    | ۴   | ۱     | ۱    | ۱۲     | ۵        | ۷+       | ۱۳     | صعود به (پلی آف) نیمه نهایی بین منطقه ای |
|           | چنایین            | ۶    | ۳   | ۲     | ۱    | ۹      | ۶        | ۳+       | ۱۱     |                                          |
|           | مینروا پنجاب [د]  | ۶    | ۰   | ۵     | ۱    | ۶      | ۷        | ۱-       | ۵      |                                          |
|           | مانانگ مارچیانگدی | ۶    | ۰   | ۲     | ۴    | ۵      | ۱۴       | ۹-       | ۲      |                                          |

|        | مینروا | داکا | مانانگ | چنایین |
| مینروا | --     |      |        |        |
| داکا   |        | --   |        |        |
| مانانگ |        |      | --     |        |
| چنایین |        |      |        | --     |

### منطقه آسه آن

#### گروه F
| شماره تیم | تیم                | بازی | برد | تساوی | باخت | گل زده | گل خورده | تفاضل گل | امتیاز | نحوه صعود                                                  |
| --------- | ------------------ | ---- | --- | ----- | ---- | ------ | -------- | -------- | ------ | ---------------------------------------------------------- |
| ۱         | هانوی [ه]          | ۶    | ۴   | ۱     | ۱    | ۲۳     | ۵        | ۱۸+      | ۱۳     | صعود به نیمه نهایی منطقه آسه آن                            |
| ۲         | تامپینس            | ۶    | ۴   | ۱     | ۱    | ۱۷     | ۱۰       | ۷+       | ۱۳     | صعود به نیمه نهایی منطقه غرب اگر بهترین تیم دوم منطقه باشد |
| ۳         | یانگون یونایتد [و] | ۶    | ۲   | ۰     | ۴    | ۱۰     | ۱۴       | ۴-       | ۶      |                                                            |
| ۴         | ناگاورد            | ۶    | ۱   | ۰     | ۵    | ۶      | ۲۷       | ۲۱-      | ۳      |                                                            |

|         | هانوی | تامپیس | یانگون | ناگاورد |
| هانوی   | --    |        |        |         |
| تامپیس  |       | --     |        |         |
| یانگون  |       |        | --     |         |
| ناگاورد |       |        |        | --      |

#### گروه G
| شماره تیم | تیم                | بازی | برد | تساوی | باخت | گل زده | گل خورده | تفاضل گل | امتیاز | نحوه صعود                                                     |
| --------- | ------------------ | ---- | --- | ----- | ---- | ------ | -------- | -------- | ------ | ------------------------------------------------------------- |
| ۱         | سئرس نیگروس [ز]    | ۶    | ۵   | ۰     | ۱    | ۱۵     | ۶        | ۹+       | ۱۵     | صعود به نیمه نهایی منطقه آسه آن                               |
| ۲         | بکامکس             | ۶    | ۴   | ۱     | ۱    | ۱۳     | ۵        | ۸+       | ۱۳     | صعود به نیمه نهایی منطقه آسه آن اگر بهترین تیم دوم منطقه باشد |
| ۳         | پرسیجا جاکارتا [ح] | ۶    | ۲   | ۱     | ۳    | ۱۲     | ۹        | ۳+       | ۷      |                                                               |
| ۴         | شان یونایتد        | ۶    | ۰   | ۰     | ۶    | ۵      | ۲۵       | ۲۰-      | ۰      |                                                               |

|        | سئرس | بکامکس | پرسیجا | شان |
| سئرس   | --   |        |        |     |
| بکامکس |      | --     |        |     |
| پرسیجا |      |        | --     |     |
| شان    |      |        |        | --  |

#### گروه H
| شماره تیم | تیم              | بازی | برد | تساوی | باخت | گل زده | گل خورده | تفاضل گل | امتیاز | نحوه صعود                                                  |
| --------- | ---------------- | ---- | --- | ----- | ---- | ------ | -------- | -------- | ------ | ---------------------------------------------------------- |
| ۴         | پی اس ام ماکاسّار | ۶    | ۴   | ۲     | ۰    | ۱۷     | ۸        | ۹+       | ۱۴     | صعود به نیمه نهایی منطقه آسه آن                            |
| ۱         | هُم یونایتد [ط]   | ۶    | ۳   | ۱     | ۲    | ۹      | ۱۱       | ۲+       | ۱۰     | صعود به نیمه نهایی منطقه غرب اگر بهترین تیم دوم منطقه باشد |
| ۲         | کایا ایلویو      | ۶    | ۲   | ۲     | ۲    | ۱۳     | ۷        | ۶-       | ۸      |                                                            |
| ۳         | لائو تویوتا      | ۶    | ۰   | ۱     | ۵    | ۷      | ۲۰       | ۳+       | ۱      |                                                            |

|      | هوم | کایا | لائو | PSM |
| هوم  | --  |      |      |     |
| کایا |     | --   |      |     |
| لائو |     |      | --   |     |
| PSM  |     |      |      | --  |

### منطقه شرق

#### گروه I
| شماره تیم | تیم       | بازی | برد | تساوی | باخت | گل زده | گل خورده | تفاضل گل | امتیاز | نحوه صعود                                |
| --------- | --------- | ---- | --- | ----- | ---- | ------ | -------- | -------- | ------ | ---------------------------------------- |
| ۲         | ۲۵ آوریل  | ۶    | ۵   | ۰     | ۱    | ۱۷     | ۲        | ۱۵+      | ۱۵     | صعود به (پلی آف) نیمه نهایی بین منطقه ای |
| ۱         | کیتچی [ی] | ۶    | ۳   | ۱     | ۲    | ۱۱     | ۱۰       | ۱+       | ۱۰     |                                          |
| ۴         | تای پو    | ۶    | ۲   | ۲     | ۲    | ۱۳     | ۱۵       | ۲-       | ۸      |                                          |
| ۳         | هانگ یوئن | ۶    | ۰   | ۱     | ۵    | ۴      | ۱۸       | ۱۴-      | ۱      |                                          |

|        | کیتچی | 25 Apr | هانگ | تای پو |
| کیتچی  | --    |        |      |        |
| 25 Apr |       | --     |      |        |
| هانگ   |       |        | --   |        |
| تای پو |       |        |      | --     |

### رتبه‌بندی تیم‌های مقام دوم در گروه‌ها

#### منطقه غرب
| رتبه | تیم    | بازی | برد | تساوی | باخت | گل زده | گل خورده | تفاضل گل | امتیاز | گروه | صعود به              |
| ---- | ------ | ---- | --- | ----- | ---- | ------ | -------- | -------- | ------ | ---- | -------------------- |
| ۱    | الجیش  | ۶    | ۲   | ۴     | ۰    | ۶      | ۴        | ۲+       | ۱۰     | A    | نیمه نهایی منطقه غرب |
| ۲    | الکویت | ۶    | ۳   | ۱     | ۲    | ۶      | ۴        | ۲+       | ۱۰     | B    |                      |
| ۳    | مالکیه | ۶    | ۲   | ۲     | ۲    | ۸      | ۸        | ۰        | ۸      | C    |                      |

#### منطقه آسه آن
| رتبه | تیم           | بازی | برد | تساوی | باخت | گل زده | گل خورده | تفاضل گل | امتیاز | گروه | صعود به                 |
| ---- | ------------- | ---- | --- | ----- | ---- | ------ | -------- | -------- | ------ | ---- | ----------------------- |
| ۱    | بکامکس        | ۶    | ۴   | ۱     | ۱    | ۱۳     | ۵        | ۸+       | ۱۳     | G    | نیمه نهایی منطقه آسه آن |
| ۲    | تامپینس روفرز | ۶    | ۴   | ۱     | ۱    | ۱۷     | ۱۰       | ۷+       | ۱۳     | F    |                         |
| ۳    | هُم یونایتد    | ۶    | ۳   | ۱     | ۲    | ۹      | ۱۱       | ۲-       | ۱۰     | H    |                         |

## مرحله حذفی[۵]
مقاله اصلی:مرحله حذفی ای اف سی کاپ ۲۰۱۹
در مرحله حذفی، ۱۱ تیم به صورت تک حذفی بازی می‌کنند. همه بازی‌ها در مرحله حذفی به جز آخرین فینال که تنها یک بازی هست، به صورت رفت و برگشت انجام می‌شود. مجموع گل‌های هر دو تیم در بازی رفت و برگشت در حر مرحله به صورت جداگانه حساب می‌شود. از این دو تیم، تیمی که بیشتر گل زده باشد به مرحله بعد صعود می‌کند. اگر گل‌های دو تیم با هم برابر بود، در همان بازی برگشت قانون گل زده در خانه حریف (برای رفت و برگشت‌ها)، وقت اضافی، و در آخر ضربات پنالتی به تصمیم‌گیری برنده استفاده می‌شود.

### نمودار
|  | نیمه نهایی منطقه آسه آن | نیمه نهایی منطقه آسه آن | نیمه نهایی منطقه آسه آن | نیمه نهایی منطقه آسه آن | نیمه نهایی منطقه آسه آن |   |        | فینال منطقه آسه آن [!] | فینال منطقه آسه آن [!] | فینال منطقه آسه آن [!] | فینال منطقه آسه آن [!] | فینال منطقه آسه آن [!] |
|  |                         |                         |                         |                         |                         |   |        |                        |                        |                        |                        |                        |
|  | بکامکس (گ. ز)           | بکامکس (گ. ز)           | 1                       | 1                       | 2                       |   |        |                        |                        |                        |                        |                        |
|  | پی اس ام ماکاسّار        | پی اس ام ماکاسّار        | 0                       | 2                       | 2                       |   |        |                        |                        |                        |                        |                        |
|  | پی اس ام ماکاسّار        | پی اس ام ماکاسّار        | 0                       | 2                       | 2                       |   | بکامکس | بکامکس                 | 0                      | 0                      | 0                      |                        |
|  |                         |                         |                         |                         |                         |   | بکامکس | بکامکس                 | 0                      | 0                      | 0                      |                        |
|  |                         | هانوی                   | هانوی                   | 1                       | 1                       | 2 |        |                        |                        |                        |                        |                        |
|  | سئرس نیگروس             | سئرس نیگروس             | هانوی                   | 1                       | 1                       | 2 | 1      | 1                      | 2                      |                        |                        |                        |
|  | سئرس نیگروس             | سئرس نیگروس             |                         |                         |                         |   | 1      | 1                      | 2                      |                        |                        |                        |
|  | هانوی                   | هانوی                   | 1                       | 2                       | 3                       |   |        |                        |                        |                        |                        |                        |

|  | نیمه نهایی (پلی-آف) بین منطقه ای | نیمه نهایی (پلی-آف) بین منطقه ای | نیمه نهایی (پلی-آف) بین منطقه ای | نیمه نهایی (پلی-آف) بین منطقه ای | نیمه نهایی (پلی-آف) بین منطقه ای |   |       | فینال (پلی-آف) بین منطقه ای | فینال (پلی-آف) بین منطقه ای | فینال (پلی-آف) بین منطقه ای | فینال (پلی-آف) بین منطقه ای | فینال (پلی-آف) بین منطقه ای |
|  |                                  |                                  |                                  |                                  |                                  |   |       |                             |                             |                             |                             |                             |
|  | هانوی [1]                        | هانوی [1]                        | 3                                | 2                                | 5                                |   |       |                             |                             |                             |                             |                             |
|  | آلتین عصر [1]                    | آلتین عصر [1]                    | 2                                | 2                                | 4                                |   |       |                             |                             |                             |                             |                             |
|  | آلتین عصر [1]                    | آلتین عصر [1]                    | 2                                | 2                                | 4                                |   | هانوی | هانوی                       | 2                           | 0                           | 2                           |                             |
|  |                                  |                                  |                                  |                                  |                                  |   | هانوی | هانوی                       | 2                           | 0                           | 2                           |                             |
|  |                                  | ۲۵ آوریل (گ. ز)                  | ۲۵ آوریل (گ. ز)                  | 2                                | 0                                | 2 |       |                             |                             |                             |                             |                             |
|  | داکا آباهانی [1]                 | داکا آباهانی [1]                 | ۲۵ آوریل (گ. ز)                  | 2                                | 0                                | 2 | 4     | 0                           | 4                           |                             |                             |                             |
|  | داکا آباهانی [1]                 | داکا آباهانی [1]                 |                                  |                                  |                                  |   | 4     | 0                           | 4                           |                             |                             |                             |
|  | ۲۵ آوریل [1]                     | ۲۵ آوریل [1]                     | 3                                | 2                                | 5                                |   |       |                             |                             |                             |                             |                             |

|  | نیمه نهایی منطقه غرب | نیمه نهایی منطقه غرب | نیمه نهایی منطقه غرب | نیمه نهایی منطقه غرب | نیمه نهایی منطقه غرب |   |         | فینال منطقه غرب | فینال منطقه غرب | فینال منطقه غرب | فینال منطقه غرب | فینال منطقه غرب |
|  |                      |                      |                      |                      |                      |   |         |                 |                 |                 |                 |                 |
|  | الجیش                | الجیش                | 3                    | 0                    | 3                    |   |         |                 |                 |                 |                 |                 |
|  | الجزیره              | الجزیره              | 0                    | 4                    | 4                    |   |         |                 |                 |                 |                 |                 |
|  | الجزیره              | الجزیره              | 0                    | 4                    | 4                    |   | الجزیره | الجزیره         | 0               | 0               | 0               |                 |
|  |                      |                      |                      |                      |                      |   | الجزیره | الجزیره         | 0               | 0               | 0               |                 |
|  |                      | العهد                | العهد                | 0                    | 1                    | 1 |         |                 |                 |                 |                 |                 |
|  | الوحدات              | الوحدات              | العهد                | 0                    | 1                    | 1 | 0       | 0               | 0               |                 |                 |                 |
|  | الوحدات              | الوحدات              |                      |                      |                      |   | 0       | 0               | 0               |                 |                 |                 |
|  | العهد                | العهد                | 1                    | 0                    | 1                    |   |         |                 |                 |                 |                 |                 |

|  | فینال نهایی |          |   |
|  |             |          |   |
|  | ۲۵ آوریل    | ۲۵ آوریل | 0 |
|  | العهد       | العهد    | 1 |

یادداشت‌ها:در نیمه نهایی آسه آن و غرب، نحوه قرارگیری تیم‌ها در پایین نوشته شده‌است.

### نیمه نهایی‌های منطقه غرب و آسه آن
| - اگر تیم دوم گروه A بهترین تیم دوم منطقه باشد - نیمه نهایی ۱ :تیم اول گروه A & تیم اول گروه C - نیمه نهایی ۲ :تیم دوم گروه A & تیم اول گروه B - اگر تیم دوم گروه B بهترین تیم دوم منطقه باشد - نیمه نهایی ۱ :تیم اول گروه B & تیم اول گروه A - نیمه نهایی ۲ :تیم دوم گروه B & تیم اول گروه C - اگر تیم دوم گروه C بهترین تیم دوم منطقه باشد - نیمه نهایی ۱ :تیم اول گروه C & تیم اول گروه B - نیمه نهایی ۲ :تیم دوم گروه C & تیم اول گروه A | - اگر تیم دوم گروه F بهترین تیم دوم منطقه باشد - نیمه نهایی ۱ :تیم اول گروه F & تیم اول گروه H - نیمه نهایی ۲ :تیم دوم گروه F & تیم اول گروه G - اگر تیم دوم گروه G بهترین تیم دوم منطقه باشد - نیمه نهایی ۱ :تیم اول گروه G & تیم اول گروه F - نیمه نهایی ۲ :تیم دوم گروه G & تیم اول گروه H - اگر تیم دوم گروه H بهترین تیم دوم منطقه باشد - نیمه نهایی ۱ :تیم اول گروه H &تیم اول گروه G - نیمه نهایی ۲ :تیم دوم گروه H & تیم اول گروه F |

#### منطقه غرب
| تیم ۱   | نتیجه نهایی | تیم ۲   | بازی رفت | بازی برگشت |
| ------- | ----------- | ------- | -------- | ---------- |
| الوحدات | 1-0         | العهد   | 1-0      | 0-0        |
| الجیش   | 4-3         | الجزیره | 0-3      | 4-0        |

#### منطقه آسه آن
| تیم ۱       | نتیجه نهایی | تیم ۲            | بازی رفت | بازی برگشت |
| ----------- | ----------- | ---------------- | -------- | ---------- |
| سئرس نیگروس | 3-2         | هانوی            | 1-1      | 2-1        |
| بکامکس      | 2-2 (گ. ز)  | پی اس ام ماکاسّار | 0-1      | 2-1        |

### فینال‌های منطقه‌های غرب و آسه آن

#### منطقه غرب[†]
| تیم ۱   | نتیجه نهایی | تیم ۲ | بازی رفت | بازی برگشت |
| ------- | ----------- | ----- | -------- | ---------- |
| الجزیره | 1-0         | العهد | 0-0      | 1-0        |

#### منطقه آسه آن[†]
| تیم ۱  | نتیجه نهایی | تیم ۲ | بازی رفت | بازی برگشت |
| ------ | ----------- | ----- | -------- | ---------- |
| بکامکس | 2-0         | هانوی | 1-0      | 1-0        |

### نیمه نهایی (پلی-آف) بین منطقه ای. «مرکز-جنوب-شرق»

#### تیم‌هایی که قرعه کشی می‌شوند
- تیم اول گروه D
- تیم اول گروه E
- تیم اول گروه I
- برنده فینال آسه آن

| تیم ۱        | نتیجه نهایی | تیم ۲     | بازی رفت | بازی برگشت |
| ------------ | ----------- | --------- | -------- | ---------- |
| هانوی        | 4-5         | آلتین عصر | 2-3      | 2-2        |
| داکا آباهانی | 5-4         | ۲۵ آوریل  | 3-4      | 2-0        |

### فینال (پلی-آف) بین منطقه ای
| تیم ۱ | نتیجه نهایی        | تیم ۲    | بازی رفت | بازی برگشت |
| ----- | ------------------ | -------- | -------- | ---------- |
| هانوی | فینال بین منطقه ای | ۲۵ آوریل | 2-2      | 0-0        |

### فینال
| ۲۵ آوریل | ۱-۰   | العهد        |
| -------- | ----- | ------------ |
|          | گزارش | - یاکوبو ۷۴' |

## قهرمان
| قهرمان ای‌اف‌سی کاپ ۲۰۱۹ |
| ---------------------- |
| العهد                  |
| اولین قهرمانی          |

## بهترین گلزنان
| رتبه | بازیکن | تیم | م.گ. ۱ | م.گ. ۲ | م.گ. ۳ | م.گ. ۴ | م.گ. ۵ | م.گ. ۶ | ن.ن. م ۱ | ن.ن. م ۲ | ف. م ۱ | ف. م ۲ | ن.ن. ب.م. ۱ | ن.ن. ب.م. ۲ | ف.ب. م ۱ | ف.ب. م ۲ | فینال | کل |
| ---- | ------ | --- | ------ | ------ | ------ | ------ | ------ | ------ | -------- | -------- | ------ | ------ | ----------- | ----------- | -------- | -------- | ----- | -- |
|      |        |     |        |        |        |        |        |        |          |          |        |        |             |             |          |          |       |    |

## توضیحات
این مقاله کامل است ولی در طول زمان جزئیات آن کامل می‌شود